# Lago di San Pellegrino
Il lago di San Pellegrino (lech de Sen Pelegrin in dialetto fassano) è un lago alpino di origine glaciale situato nei pressi del passo San Pellegrino nel comune di Moena, nel Trentino nordorientale.

## Descrizione
Circondato da larici, il lago si trova all'altitudine di 1894 m s.l.m. all'interno di una morena glaciale, dominata dal Col Margherita, presso cui si raccolgono le acque che scendono dalla piattaforma porfirica sovrastante.
Dal lago ha origine il rio San Pellegrino che scende per tutta la valle San Pellegrino con una pendenza media del 6,8%, sfociando dopo 10,3 km nell'Avisio nel centro di Moena.

## Fauna
Nelle acque del lago sono presenti pesci salmerini e carpe. Sulle rive sono segnalati Podisma pedestris, Myrmica rubra e Tritone alpestre.